# Empyrium
Empyrium ist eine deutsche Band aus dem unterfränkischen Hendungen, die von 1994 bis 2002 aktiv war und nach einer Wiedervereinigung seit 2010 wieder aktiv ist. Als führende Persönlichkeit hinter Empyrium fungiert Markus Stock alias Ulf Theodor Schwadorf. Die Musik war zuerst von Einflüssen aus verschiedenen Metal-Subgenres wie dem (melodischen) Black Metal geprägt, ab dem dritten Album wurden aber die Metal-Einflüsse weitestgehend verworfen und die Band konzentrierte sich auf düstere Folkmusik. Textlich verarbeitete Empyrium ein romantisch-animistisches Naturbild (Naturmystik) sowie andere Themen aus dem Bereich der Romantik. Die Texte zu den Liedern sind in zum Teil archaischem Englisch gehalten.

## Geschichte

### Gründung, Anfänge und Herkunft des Namens
Die Idee zur Gründung einer eigenen Band entstand, als Markus Stock und Andreas Bach Ende 1993, Anfang 1994 bei der Death-Metal-Band Impurity ausstiegen, nachdem Stock mehr Elemente des Black Metal in die Band einfließen lassen wollte. Seine Bandkollegen gedachten aber weiterhin am Death Metal festzuhalten, lediglich Bach unterstützte die Idee.
Der Name Empyrium wurde im Sommer 1994 gewählt und vom Titel der EP Symphonaire Infernus Et Spera Empyrium der britischen Doom-Metal-Band My Dying Bride inspiriert. Empyreum bezeichnete im geozentrischen Weltbild, respektive in der Kosmologie des Mittelalters die äußerste, feurige Sphäre des Himmels (daher auch der Name „Feuerhimmel“), den Sitz Gottes und der Engel.
Im Dezember 1994 wurde die erste Demo-Kassette …der wie ein Blitz vom Himmel fiel… eingespielt, die sich musikalisch vom rohen Black-Metal-Stil der Lieder, die das Duo vorher geschrieben hatte, deutlich unterschied. Durch dieses Demo war Martin Koller vom damals erst neu gegründeten Label Prophecy Productions auf Empyrium aufmerksam geworden und bot der Band einen Plattenvertrag an, welche diesen unterzeichnete.

### Die ersten drei Alben
Das Debüt-Album der Band, A wintersunset …, wurde dann im Januar 1996 eingespielt und im Juni desselben Jahres bei Prophecy Productions veröffentlicht. Markus Stock war zu jenem Zeitpunkt 17 Jahre alt, und zudem war es das erste Album überhaupt, das Prophecy Productions veröffentlichte. Auf der Homepage des Labels wird diese enge Verbindung zwischen dem Label und Empyrium besonders betont: „The history of Empyrium is also the history of Prophecy Productions. Empyrium’s debut ‘A Wintersunset’, our first release, saw the light of day in 1996 and was the reason for founding Prophecy Productions.“
Ein Jahr später, 1997, erschien das Album Songs of Moors and Misty Fields, wiederum beim gleichen Label. Im Februar 1999 wurde das dritte Studio- und erste reine Akustikalbum Where at Night the Wood Grouse Plays im Klangschmiede Studio E, einem von Stock im November 1998 eröffneten Studio, aufgenommen. Auf diesem Album wirkte erstmals Thomas Helm mit, der dafür einige Gesangslinien beisteuerte.
Im gleichen Jahr erfolgte die offizielle Trennung von Andreas Bach. Ein Grund dafür waren Differenzen zwischen ihm und Markus Stock in den Vorstellungen, wohin sich Empyrium entwickeln sollte. Während Stock die Band, die nach seinen Aussagen eher ein Projekt als eine vollwertige Band war, noch stärker in eine atmosphärischere Richtung lenken wollte, so gedachte Bach, Empyrium in eingängigere und rocklastigere Bahnen zu steuern. Als Ersatz für ihn wurde Thomas Helm zu einem vollständigen Mitglied.
Zur Rollenverteilung bei Empyrium äußerte sich Markus Stock zu jener Zeit, als Andreas Bach noch Mitglied war, in einem Interview für das Legacy-Magazin, nachdem Where at Night the Wood Grouse Plays ohne Bach aufgenommen worden war, folgendermaßen: „Bei Empyrium sind ganz klar Grenzen gesteckt. Ich möchte die Band nicht ohne ihn [Andreas Bach] betreiben, aber er weiß ganz genau, daß ich der Hauptkopf der Band bin und dem fügt er sich auch.“ Andererseits beschloss Stock, noch während der Aufnahmen des Albums, das Projekt in Zukunft mit Thomas Helm weiterführen zu wollen.
Auf Where at Night the Wood Grouse Plays trat Stock erstmals unter seinem Pseudonym „Ulf Theodor Schwadorf“ auf, da er eine Trennung zwischen der Privatperson Markus Stock und seiner künstlerischen Facette vornehmen wollte. In einem anderen Interview sagte er dazu: „Für mich ist es sehr wohl wichtig Künstler und Privatperson voneinander zu trennen. Wen interessiert es auch was ich außerhalb von Empyrium für ein Mensch bin? Das tut meiner Meinung nach nichts zur Sache, denn es hat nichts mit meinem künstlerischen Ausdruck zu tun.“

### Weiland, Auflösung und Wiedervereinigung
Zum Jahreswechsel 2000 auf 2001 wurde das vierte und letzte reguläre Album aufgenommen. Die Instrumentierung war wie schon bei Where at Night the Wood Grouse Plays für ein Akustikalbum ausgelegt. Zudem spielten einige Gastmusiker Instrumente wie das Fagott oder die Geige. Neben Stock komponierte bei diesem Album auch Thomas Helm einige Stücke. Weiland, so der Name des Albums, erschien im Jahr 2002, zuvor wurde jedoch noch eine EP mit dem Titel Drei Auszüge aus Weiland herausgebracht. Nach der Veröffentlichung von Weiland löste Stock das Projekt Empyrium auf. Als Gründe dafür nennt er in einem Interview die folgenden: „Ich denke, nach acht Jahren Empyrium und der künstlerischen Aufarbeitung einer Thematik ist es an der Zeit, zu neuen Ufern aufzubrechen – schlicht und ergreifend fühle ich keine künstlerische Herausforderung mehr darin, im Moment ein weiteres Album, das sich der Naturmystik widmet, zu komponieren.“ (Markus Stock: Interview für das Legacy-Magazin)
Im Jahr 2006 erschien ein musikalischer Rückblick auf die Geschichte Empyriums unter dem Titel A Retrospective…. Diese CD enthält neben verschiedenen Stücken aus den einzelnen Alben auch zwei unveröffentlichte Lieder sowie eine englisch- und deutschsprachige Biographie zu Empyrium im Beiheft.
Im September 2010 wurde die Wiedervereinigung der Band bekanntgegeben. Zunächst erschien das Lied The Days Before the Fall auf der Kompilation Whom the Moon a Nightsong Sings. Im März 2011 gaben Empyrium bekannt, mit einem Auftritt beim Wave-Gotik-Treffen in Leipzig das erste Konzert der Bandgeschichte zu geben. Unterstützt wurde Empyrium dabei von Allen B. Konstanz (The Vision Bleak, Ewigheim), Neige (Alcest), Fursy Teyssier (Les Discrets), Eviga (Dornenreich), Christoph Kutzer (Remember Twilight) und Aline Deinert (Neun Welten, Die Kammer). In dieser Besetzung folgten weitere Konzerte in der Christuskirche Bochum (2012), der Passionskirche Berlin (2013) und dem Centrul Cultural Reduta in Brașov (2013). 2012 wurde das Stück Dead Winter Ways veröffentlicht, 2013 die DVD/Blu-ray Into the Pantheon, auf der ein Mitschnitt des WGT-Auftritts sowie eine Dokumentation enthalten ist.

### Sonstiges
An allen Studioalben war Nadine Stock (geb. Mölter) beteiligt, die zuerst die Freundin von Markus Stock war und später dessen Ehefrau wurde. Trotzdem wird sie nur sporadisch als vollwertiges Mitglied der Band genannt (zum Beispiel im Beiheft des Albums Songs of Moors and Misty Fields), häufiger als Sessionmusikerin (zum Beispiel in den Beiheften der Alben A wintersunset… und Weiland).
Neben Empyrium spielte bzw. spielt Markus Stock in den Bands Sun of the Sleepless, Noekk, The Vision Bleak und Nachtmahr. Während Sun of the Sleepless ein Solo-Projekt darstellt, das sich musikalisch unter anderem am Black Metal orientiert, arbeitet Stock bei Noekk und Nachtmahr wieder mit Thomas Helm zusammen. Bei The Vision Bleak hingegen wirkt neben Stock Tobias Schönemann alias Allen B. Konstanz, der auch Mitglied der Band Ewigheim ist, mit. In den meisten dieser Bands tritt Stock wieder unter seinem Pseudonym „Ulf Theodor Schwadorf“ auf, mit Ausnahme von Noekk, wo er das Pseudonym „F. F. Yugoth“ trägt, während sich Thomas Helm „Funghus Baldachin“ nennt.

## Stil

### Musik
Ursprünglich als Black-Metal-Band gegründet, entwickelte sich Empyrium schon mit dem ersten Album in Richtung eines atmosphärischeren, melodischeren Stils weiter. So sind auf A wintersunset … neben E-Gitarren und den für den Black Metal typischen Screams auch Akustikgitarren und klarer Gesang zu hören. Während Songs of Moors and Misty Fields noch ähnlich, technisch jedoch ausgereifter klang, vollzog sich zum dritten Album Where at Night the Wood Grouse Plays hin ein Wandel in eine rein akustische Richtung. Ein maßgeblicher Einfluss auf diese Entscheidung war das Akustikalbum Kveldssanger der norwegischen Band Ulver. Stefan Belda, der Autor der Biografie, zitiert in dieser Markus Stock zu dem Thema:

„‚Ohne Kveldssanger hätte es mit Sicherheit kein Empyrium-Akustik-Album gegeben‘, ist sich Markus heute sicher.“

Das letzte Album Weiland war ebenfalls ein akustisch gespieltes Album. Musikalisch und lyrisch teilte es sich jedoch in drei Themenbereiche, Heide, Wald und Wasser, die dementsprechend unterschiedlich instrumentiert worden waren, je nachdem welches Thema Stock mit den jeweiligen Instrumenten verband. So stehen beim dritten Kapitel von Weiland, Wassergeister, zum Beispiel Klavierklänge und vereinzelt Wassergeräusche im Vordergrund.
Mit den aktuellen Veröffentlichungen um das Album The Turn of the Tides akzentuieren Empyrium stärker ihre neoklassischen Einflüsse, so wird auf folkloristische Einflüsse nazu vollständig wie auf den Einsatz von Flöten gänzlich verzichtet.

### Texte
Lyrisch verarbeitet Empyrium hauptsächlich Eindrücke aus der Umgebung der Themenbereiche Naturmystik, Sagen- bzw. Märchenwelt, Melancholie und Romantik, insbesondere der aus Großbritannien mit Vertretern wie Mary Shelley oder Lord Byron. Weitere wichtige Einflüsse, nicht nur für die Texte, stellen unter anderem die Bilder des norwegischen Malers Theodor Kittelsen, das Schwarze Moor im Gebiet der Rhön und die norwegische und deutsche Folklore dar, besonders die aus der Umgebung von Stocks Heimatgebiet.
Die lyrische Umsetzung dieser Einflüsse und Themengebiete gestaltet sich unterschiedlich. Beispielsweise wurden beim ersten Album, A wintersunset … die Texte nicht abgedruckt, da Markus Stock mit diesen nicht zufrieden war, daher kann über diese Lyrik wenig gesagt werden. Eine Ausnahme ist das Lied Autumn Gray Views, dessen Inhalt in melancholischer Weise eine Verbindung mit der Stimmung des Herbstes herzustellen sucht.
Der Text zum Lied The Franconian Woods in Winter’s Silence wurde später im Beiheft des Best-of-Albums veröffentlicht. In diesem Lied wird versucht, die Naturstimmung des Winters einzufangen. Markus Stock bezeichnete diesen Titel in der Biographie als den, der am stärksten in die Zukunft Empyriums deutete. Im Text dazu heißt es:
| „Above the forest reigns tranquillity Just ice cold winds whisper to me As if a velvet robe would wrap my bleeding heart a gentle breeze of these winds and all grief falls apart“ – Empyrium: A Retrospective…, Titel Nr. 1: The Franconian Woods in Winter’s Silence (2006); Prophecy Productions, 2006 | „Über dem Wald herrscht Ruhe Nur eiskalte Winde flüstern mir zu Wie wenn eine samtene Robe mein blutendes Herz einwickelte eine zarte Brise dieser Winde und all mein Kummer fällt ab“ – Freie Übersetzung |

Der Faktor der menschlichen Gefühle, besonders aber der Melancholie wird zum Beispiel im Lied Mourners behandelt, das versucht, die Stimmung der Natur mit den menschlichen Gefühlen zu verbinden. So heißt es dort etwa:

“Meagre trees in the shrouds, as olde as the stones… Mourners of abandon'd love, forever their woes shall grow silent.”

„[Freie Übersetzung] Magere Bäume in Totenhemden, alt wie die Steine…. Trauernde von verlassener Liebe, auf ewig sollen/werden ihre Klagen verstummen“

Die Romantik hingegen, mit Motiven wie Sehnsucht, Liebe oder aber auch Melancholie, findet sich beispielsweise im Lied Ode to Melancholy. Der Titel des Liedes selbst wurde an das Gedicht Ode on Melancholy von John Keats angelehnt. Ein Beispiel aus dem Text des Liedes:

“O lust and rueful thought be mine, My soul enhanced, desires… Melancholy. My heart is thine!”

„[Freie Übersetzung] Oh Lust und reuiger Gedanke sei mein, meine Seele erhöht, ersehnt … Melancholie. Mein Herz ist dein!“

Doch auch die Sagen- und Geschichtenwelt ist präsent. So erzählt das Lied The Shepherd and the Maiden Ghost eine kleine Geschichte von einem Schafhirten, der den Gesang des Geistes einer Jungfrau vernimmt und diesem folgt. Ein anderes Beispiel liefert das Lied Heimwärts vom Album Weiland, das laut Stock auf einer wahren Gegebenheit aus dem 19. Jahrhundert basiert.
Die Sprache der Texte ist auf den ersten drei Alben durchgängig Englisch, während Weiland in deutscher Sprache verfasst wurde. Das Englisch der Texte wirkt zuweilen archaisch. Es weist beispielsweise bei der Flexion des Verbes Personalendungen auf, die im Mittel- und Frühneuenglischen gebräuchlich waren, so zum Beispiel didst thou, wo es heute did you heißt. Weiters werden manchmal die alten Personalpronomen thou, thee, thine verwendet. Ein Beispiel für einen solchen Text ist im oben schon genannten The Shepherd and the Maiden Ghost zu finden:
| “Go whither O shepherd! Don’t sadden thine heart Thou canst not help me – not thou who thou art!” – Empyrium: A Retrospective …, Titel Nr. 7: The Shepherd and the Maiden Ghost; Prophecy Productions, 2006 | „Geh wohin oh Hirte! Betrübe nicht dein Herz Du kannst mir nicht helfen – nicht du, der du bist!“ – Freie Übersetzung |

## Rezeption
Die Werke Empyriums wurden von der Fachpresse in der Regel gut angenommen und dementsprechend positiv bewertet. Jedoch konnte Empyrium keine Chart-Platzierungen in nationalen Hitparaden verzeichnen. Die Bandbreite der Kritiken reicht von Lob, bis hin zu Enthusiasmus, während negative Kritik selten, aber trotzdem vorhanden ist. Andreas Holz vom Online-Magazin vampster schrieb beispielsweise in einer Kritik zu Songs of Moors & Misty Fields:

„Es ist ein Rausch, den dieses Werk auslöst, und das immer wieder – auch oder gerade weil diese Musik so simpel ist: Imposante Synthesizer-Teppiche, schwere E-Gitarrenriffs, der mal sanfte, mal aufbrausende Gesang, die wunderbaren Flöten- und Klavierklänge… all das vermischt sich zu einer Melange der puren Wehmut, einem großen Konzert der Gefühle, das niemanden kalt lassen kann, der Musik liebt. Markus, Andreas und Nadine haben damit ein Werk geschaffen, das zeitlos geworden ist […] diese Wehmut, diese Romantik, diese pure ehrliche Natürlichkeit, die dieses Werk seit jeher ausgemacht hat und immer ausmachen wird.“

In dieser Plattenkritik bewertet und beschreibt der Rezensent das Album persönlich sehr positiv. Dem gegenüber schreibt Pedro Azevedo von Chronicles of Chaos deutlich negativer zur CD Where at Night the Wood Grouse Plays. Selbst wenn die Kritik dazu nicht vollends negativ ausfällt, werden einige subjektive Kritikpunkte genannt:

“[…] I expected something more consistent overall and also better as far as the second half of the album is concerned. […] Still, the first half, though not entirely as brilliant as I expected, is nevertheless very good and the second isn't anything terrible at all, just average; it’s just that, coming from Empyrium, I feel that _WaNtWGP_ could have been better.”

Eine Vielzahl an Rezensionen kommt auf den Stil, bzw. die Atmosphäre, zu sprechen, die Empyrium zu vermitteln versucht, wobei die Attribute von „sanft-verträumten Folk-Melodien“, über „emotionalen, melancholischen Metal“ (vor allem in Bezug auf Songs of Moors & Misty Fields), zu „Vielseitigkeit, Emotionalität und Tiefe“ hin reichen. Gelegentlich finden sich auch Kommentare, die die Werke Empyriums als richtungsweisend innerhalb dieses Genres, bzw. einzigartig bezeichnen. Dem gegenüber wird Empyrium in manchen Rezensionen aber als „Insidertip“, respektive „zu den musikalischen Geheimtipps [gehörend]“ bezeichnet. Ein Beispiel für die Bedeutung von Empyrium nennt das Rock-Hard-Magazin. Es sieht in einer Kritik zu A Retrospective… Empyriums Akustikalbum Where at Night the Wood Grouse Plays von der Wichtigkeit her auf einer Stufe mit Ulvers Kveldssanger:

„[…] und ‚Where At Night The Wood Grouse Plays‘ gilt zusammen mit ‚Kveldssanger‘ von Ulver nach wie vor als Referenzwerk […]“

Des Weiteren sind Vergleiche von Empyrium mit Ulver zu finden, deren Akustikalbum Kveldssanger Empyrium beeinflusst hatte. So stellt Chronicles of Chaos in einer Kritik zu Weiland, das sich thematisch in drei Kapitel gliedert, einen Bezug zur Gliederung von Ulvers Bergtatt – Et Eeventyr i 5 Capitler, das, seinem Titel entsprechend, in fünf Kapitel gegliedert ist, her. In der Kritik zu Where at Night the Wood Grouse Plays konstatiert dasselbe Magazin, dass das rezensierte Album Empyriums nicht fern von Kveldssanger stehe. Es unterstützt den Vergleich, beziehungsweise die Verbindung zu Ulver, dass laut Biografie, die dort Markus Stock zitiert, der erste Bestandteil von Stocks Pseudonym, Ulf – neben der nordischen Bedeutung für Wolf (norwegisch ulv) – auch eine Anspielung auf Ulver sei.

## Diskografie
- 1995: …der wie ein Blitz vom Himmel fiel… (Demo)
- 1996: A Wintersunset… (Re-Release 2016 als Musikkassette, limitiert auf 100 Stück)
- 1997: Songs of Moors & Misty Fields (Re-Release 2016 als Musikkassette, limitiert auf 100 Stück)
- 1999: Where at Night the Wood Grouse Plays
- 2002: Drei Auszüge aus Weiland (EP)
- 2002: Weiland
- 2006: A Retrospective… (Best-of)
- 2013: Into the Pantheon (Live-CD/-DVD/-BluRay)
- 2013: Dead Winter Ways (limitierte 12″-Vinyl-Single)
- 2014: The Turn of the Tides
- 2014: 1994 - 2014 (Auf 500 Exemplare limitierte Box, die 9 reguläre Veröffentlichungen auf Vinyl kompiliert)
- 2015: The Mill (limitierte 12″-Vinyl-Single)
- 2021: Über den Sternen

## Erfolge
Über zehn Jahre nach ihrer Erstveröffentlichung wurden die ersten drei Empyrium-Alben A Wintersunset …, Songs of Moors and Misty Fields und Where at Night the Wood Grouse Plays im Frühjahr 2011 vom Independent-Label-Verband Impala mit einer Silbernen Schallplatte für jeweils über 20.000 verkaufte Einheiten ausgezeichnet.